# Girabola 1989
Der Girabola 1989 war die 11. Saison des Girabola, der höchsten Spielklasse im Fußball in Angola. Es nahmen 14 Mannschaften teil, die je zweimal gegeneinander antreten mussten. Vermutlich durch die Wirren und Zerstörungen des angolanischen Bürgerkriegs (1975–2002) sind kaum Daten zu der Saison vermerkt, und es ist keine detaillierte Abschlusstabelle erhalten.
Torschützenkönig wurde mit 18 Treffern Desportivo Cucas Stürmer André.
Der Petro Luanda aus der Hauptstadt Luanda gewann seine vierte Landesmeisterschaft in direkter Folge und nahm an der Vorrunde des African Cup of Champions Clubs 1990 teil. Ferroviário Huíla aus Lubango gewann zum zweiten Mal den angolanischen Pokal und qualifizierte sich damit zur Teilnahme an der Vorrunde des African Cup Winners’ Cup 1990.
Der angolanische Supercup wurde, wie schon im Vorjahr, nicht ausgetragen.
Zum Ende der Saison gab es keine Auf- oder Abstiege.
Zudem kehrten einige Vereine nach der Spielzeit zu ihren ursprünglichen Bezeichnungen zurück, die sie nach der Unabhängigkeit des Landes von Portugal im Jahr 1975 als Filialvereine der portugiesischen Klubs Sporting Lissabon und Benfica Lissabon abgelegt hatten.
- aus dem Clube Desportivo da Chela wurde wieder Sport Lubango e Benfica, meist Benfica Lubango genannt
- aus den Leões de Luanda wurde wieder Sporting Clube de Luanda, meist Sporting Luanda genannt
- Desportivo de Benguela wurde wieder Sporting Clube de Benguela, meist Sporting Benguela genannt
- Mambroa SC wurde wieder zu Sport Huambo e Benfica, meist Benfica Huambo genannt